# 클리블랜드 관현악단

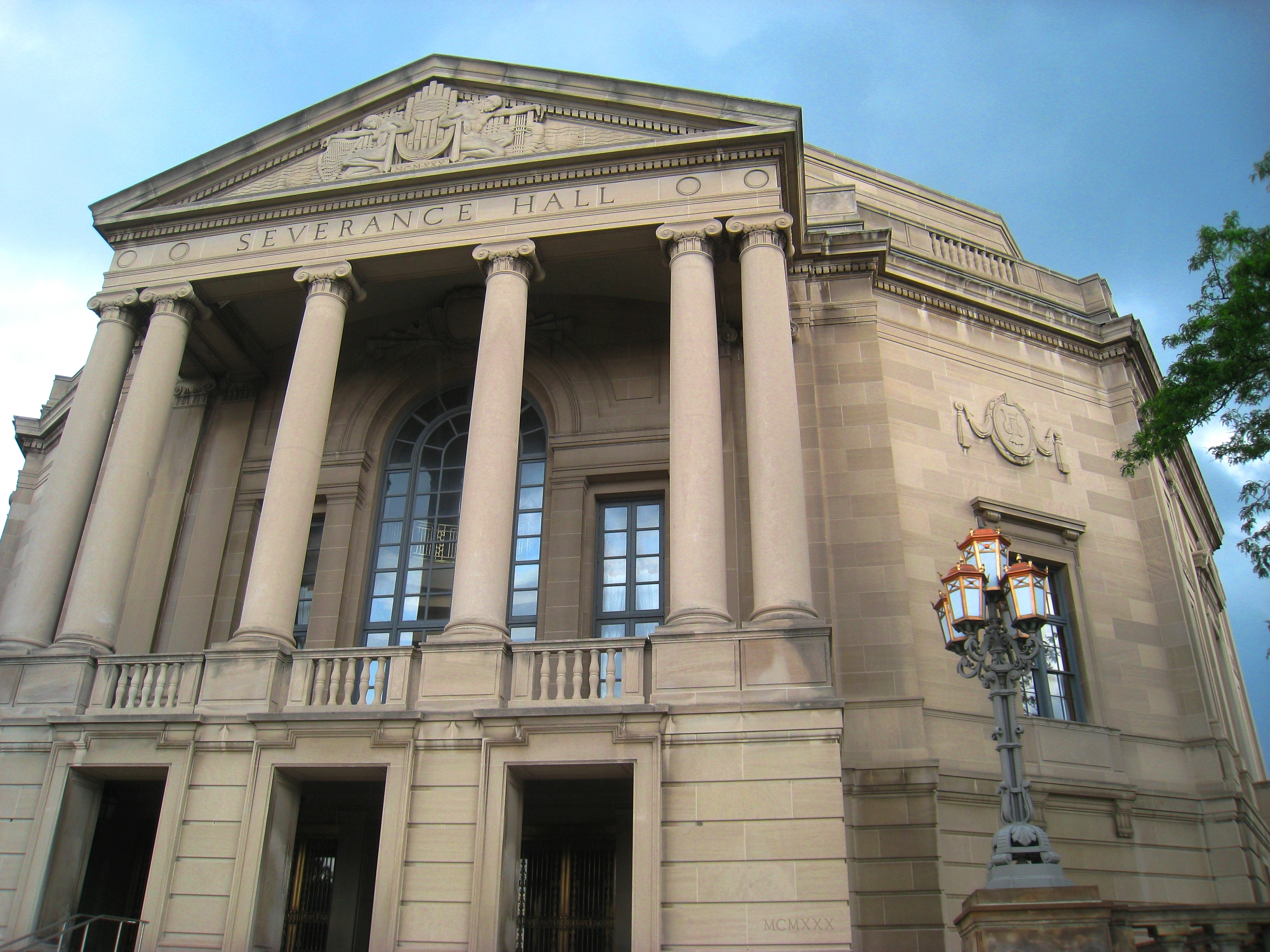

클리블랜드 관현악단(Cleveland Orchestra)은 오하이오주의 클리블랜드를 본거지로 하는 미국의 대표적인 관현악단이다.

## 역사
1918년에 피아니스트이자 공연 기획자였던 애델라 프렌티스 휴즈에 의해 창단되었으며, 그 해 12월 11일 첫 공연을 가졌다. 초대 음악 감독으로 러시아 출신의 니콜라이 소콜로프가 임명되었으며, 소콜로프는 1933년까지 재임하면서 단원 증원과 뉴욕 등 타 도시의 순회 공연 등으로 악단의 명성을 미국 전역으로 확대시켰다.
소콜로프의 후임으로는 아르투르 로진스키가 임명되었으며, 로진스키는 10년 동안 재임하면서 특유의 엄격한 리허설로 악단의 연주력 향상에 주력했다. 로진스키가 뉴욕 필하모닉으로 옮겨간 뒤에는 에리히 라인스도르프가 음악 감독에 취임했으나, 불과 1년 만에 미군 군악대로 징집되어 버렸다. 그 후 약 2년 동안 공백기가 지속되었고, 1946년에 조지 셀이 음악 감독으로 발탁되었다.
셀은 미국과 유럽 관현악단의 장점을 모두 살린 최상급 관현악단을 목표로 체계적인 계획 수립과 엄격한 연습을 감행했으며, 실력이 모자라다고 생각되는 단원들은 가차없이 해고하는 등 극단적인 조치를 단행하기도 했다. 그러나 1970년에 타계할 때까지 장기 재임하면서 미국의 '빅 파이브(5대 관현악단)' 반열에 들 만큼 높은 수준을 유지시켰으며, 세계 각지로 순회 공연을 하는 등 국제적인 면모도 갖추게 되었다.
셀의 후임으로는 피에르 불레즈가 음악 고문 자격으로 1972년까지 재임했고, 이어 로린 마젤이 음악 감독으로 임명되어 1982년까지 재임했다. 마젤이 빈 국립오페라 음악 감독으로 옮겨간 뒤에는 크리스토프 폰 도흐나니가 직책을 이어받았고, 2002년에 후임으로 프란츠 벨저-뫼스트가 취임해 현재까지 재직 중이다. 전임자였던 도흐나니는 계관 음악 감독 칭호를 수여받았고, 제이스 오그렌과 티토 무뇨스가 각각 2006년과 2007년에 부지휘자와 지휘자로 발탁되어 활동하고 있다.

## 주요 활동
주요 공연장으로는 초기에 그레이스 아머리나 메이스닉 오디토리엄 등을 사용하고 있었으나, 1931년에 세버런스 홀이 신축되자 상주 악단으로 들어가 현재까지 사용하고 있다. 1958년에는 조지 셀의 지시로 전면적인 음향 보수 공사가 진행되었으며, 이후 1970년대와 1990년대에도 여러 차례 보수와 개축을 단행해 최신식 기능을 갖춘 공연장으로 탈바꿈했다.
이외에 여름 시즌에는 쿠야호가 펄스의 야외 음악당인 블로섬 뮤직 센터에서 열리는 블로섬 축제의 상주 악단으로 참가하고 있으며, 2005년까지는 축제 음악 감독의 지휘로 공연하다가 이후 악단 상임 지휘자가 겸무하는 형식으로 출연하고 있다.
녹음은 소콜로프 시대부터 시작했으며, 소콜로프는 라흐마니노프의 교향곡 2번을 1928년에 세계 최초로 녹음하는 등의 업적을 남겼다. 로진스키는 컬럼비아(현 소니 클래시컬)에서 녹음 작업을 했으며, 셀 재임기에 컬럼비아의 후신인 CBS에서 고전 시대부터 20세기 작품에 이르는 방대한 양의 녹음을 남겼다. 이외에도 EMI에서도 몇 종류의 녹음을 제작했으며, 불레즈도 음악 고문 재임기에는 CBS에, 이후 객원 지휘자로는 도이체 그라모폰에 프랑스 음악과 20세기 관현악 작품을 위시한 음반들을 취입했다.
마젤 재임기부터는 데카에 주로 녹음했으며, 후임인 도흐나니도 데카 전속 지휘자로 계약을 이어받았다. 벨저-뫼스트는 초기에 전속사였던 EMI에 주로 녹음했으나, 2007년부터는 도이체 그라모폰과 새로 계약하고 베토벤 교향곡 9번의 실황 녹음을 출반했다. 이외에도 블라디미르 아슈케나지와 올리버 너센, 쿠르트 잔데를링, 요엘 레비, 리카르도 샤이, 마이클 틸슨 토머스 등의 객원 지휘자들과도 여러 음반사에 녹음한 바 있다.
부속 합창단으로 클리블랜드 오케스트라 합창단(Cleveland Orchestra Chorus)과 클리블랜드 오케스트라 청소년 합창단(Cleveland Orchestra Youth Chorus), 클리블랜드 오케스트라 어린이 합창단(Cleveland Orchestra Children's Chorus)이 조직되어 있다. 클리블랜드 오케스트라 합창단의 경우 여름 시즌에는 단원 대부분이 블로섬 축제에 참가하며, 이 시기에는 블로섬 축제 합창단(Blossom Festival Chorus)이라는 명칭으로 출연하고 있다.

## 역대 음악 감독
- 니콜라이 소콜로프 (1918-1933)
- 아르투르 로진스키 (1933-1943)
- 에리히 라인스도르프 (1943-1944)
- 조지 셀 (1946-1970)
- 피에르 불레즈 (1970-1972. 음악 고문)
- 로린 마젤 (1972-1982)
- 크리스토프 폰 도흐나니 (1984-2002. 이후 계관 음악 감독)
- 프란츠 벨저-뫼스트 (2002-)